# Kula
Kula – uogólnienie pojęcia koła na więcej wymiarów, zdefiniowane dla wszystkich przestrzeni metrycznych.

## Definicja formalna
Kula w danej przestrzeni metrycznej {\displaystyle (X,\rho )} – zbiór elementów tej przestrzeni, zdefiniowany jako:
{\displaystyle {\overline {K}}_{c,r}=\{p:\rho (p,c)\leqslant r\}}
dla pewnych {\displaystyle c\in X,\ r>0,} które nazywamy odpowiednio środkiem i promieniem kuli.
W wielu źródłach tak zdefiniowany zbiór nazywany jest kulą domkniętą dla odróżnienia od zbioru określanego jako kula otwarta (inaczej kula bez brzegu) i definiowanego następująco:
{\displaystyle K_{c,r}=\{p:\rho (p,c)<r\}.}

## Informacja ogólna

Kula w przestrzeni euklidesowej

Kula o środku i promieniu w metryce Manhattan na zbiorze

Intuicyjnie rozumiana kula – w przestrzeni euklidesowej trójwymiarowej dla metryki euklidesowej – jest to część przestrzeni, ograniczona sferą (sfera jest powierzchnią (brzegiem) kuli i również się w niej zawiera).
Taką kulę można wówczas opisać wzorem jako zbiór punktów, których współrzędne {\displaystyle (x,y,z)} spełniają nierówność:
{\displaystyle (x-x_{0})^{2}+(y-y_{0})^{2}+(z-z_{0})^{2}\leqslant r^{2},}
gdzie {\displaystyle (x_{0},y_{0},z_{0})} są współrzędnymi środka kuli, a {\displaystyle r} oznacza jej promień, natomiast w układzie współrzędnych sferycznych, dla środka znajdującego się w środku układu współrzędnych:
{\displaystyle r(\alpha ,\beta )\leqslant r\;{}} dla {\displaystyle {}\,\alpha \in [-\pi ,\pi ),\beta \in \left[-{\frac {\pi }{2}},{\frac {\pi }{2}}\right].}
W {\displaystyle n}-wymiarowej przestrzeni euklidesowej wzór ten ma natychmiastowe uogólnienie – kula o środku w punkcie {\displaystyle (s_{1},s_{2},\dots ,s_{n})} i promieniu {\displaystyle r} to zbiór punktów {\displaystyle x=(x_{1},x_{2},\dots ,x_{n}),} których współrzędne spełniają nierówność:
{\displaystyle (x_{1}-s_{1})^{2}+(x_{2}-s_{2})^{2}+\ldots +(x_{n}-s_{n})^{2}\leqslant r^{2}.}
Nietrudno zauważyć, że w dwuwymiarowej przestrzeni euklidesowej kulą jest koło, zaś w jednowymiarowej – odcinek.
Dla innych metryk kula wyglądać będzie inaczej. Przykładowo, w przestrzeni {\displaystyle \mathbb {R} ^{2}} o metryce Manhattan do kuli należą punkty, spełniające nierówność:
{\displaystyle \left|x_{1}-x_{2}\right|+\left|y_{1}-y_{2}\right|\leqslant r.}
Natomiast w przestrzeni liter alfabetu łacińskiego, gdzie metryką byłaby odległość między poszczególnymi literami w szyku alfabetu, kulą jest np. zbiór {\displaystyle \{G,H,I\}} – promień tej kuli wynosi 1, a jej środkiem jest {\displaystyle H.}

## Związane pojęcia
Cięciwa kuli to odcinek o końcach na brzegu kuli.
Średnica kuli to cięciwa przechodząca przez środek kuli. Termin ten oznacza również długość tej cięciwy – równą podwojonej długości promienia kuli. Termin ten został uogólniony na wszelkie zbiory w przestrzeni metrycznej (zobacz średnica zbioru).
Koło wielkie kuli to koło o promieniu tej kuli, o środku w środku kuli.

## Wzory dla kuli w przestrzeni euklidesowej
- Objętość {\displaystyle n}-wymiarowej kuli (hiperkuli) o promieniu {\displaystyle r} dana jest wzorem {\displaystyle V_{n}={\frac {\pi ^{\frac {n}{2}}}{\Gamma ({\frac {n}{2}}+1)}}\cdot r^{n}={\begin{cases}\displaystyle {\frac {\pi ^{k}}{k!}}\cdot r^{n}&{\text{dla }}n=2k,\\[2ex]\displaystyle {\frac {2^{k}\pi ^{k-1}}{n!!}}\cdot r^{n}&{\text{dla }}n=2k-1,\end{cases}}}

- „Pole” {\displaystyle (n-1)}-wymiarowe jej (hiper)powierzchni {\displaystyle S_{n}={\frac {n}{r}}\,V_{n}.}
- Objętość 3-wymiarowej kuli: {\displaystyle V={\frac {4}{3}}\pi r^{3}\approx 4{,}19\ r^{3}.}[5]
- Pole powierzchni 3-wymiarowej kuli: {\displaystyle S=4\pi r^{2}\approx 12{,}6\ r^{2}.}[5]

W powyższych wzorach {\displaystyle \pi \approx 3{,}14159265} jest jedną z najsłynniejszych stałych matematycznych, szerzej opisaną w artykule Pi, zaś {\displaystyle \Gamma } oznacza funkcję gamma. Pomimo że funkcja gamma jest niezdefiniowana dla niedodatnich liczb całkowitych, uogólnione objętości i powierzchnie {\displaystyle n}-wymiarowych hiperkul to funkcje holomorficzne wymiaru zespolonego {\displaystyle n\in \mathbb {C} }. Są one zatem zdefiniowane w każdym wymiarze. 
Uwaga: Brzegiem {\displaystyle n}-wymiarowej kuli jest {\displaystyle (n-1)}-wymiarowa sfera.

## Uogólnienie topologiczne
W topologii kulę definiujemy jako rozmaitość topologiczną, homeomorficzną z kulą geometryczną, zdefiniowaną jak powyżej.